# Башта Віктор Богданович

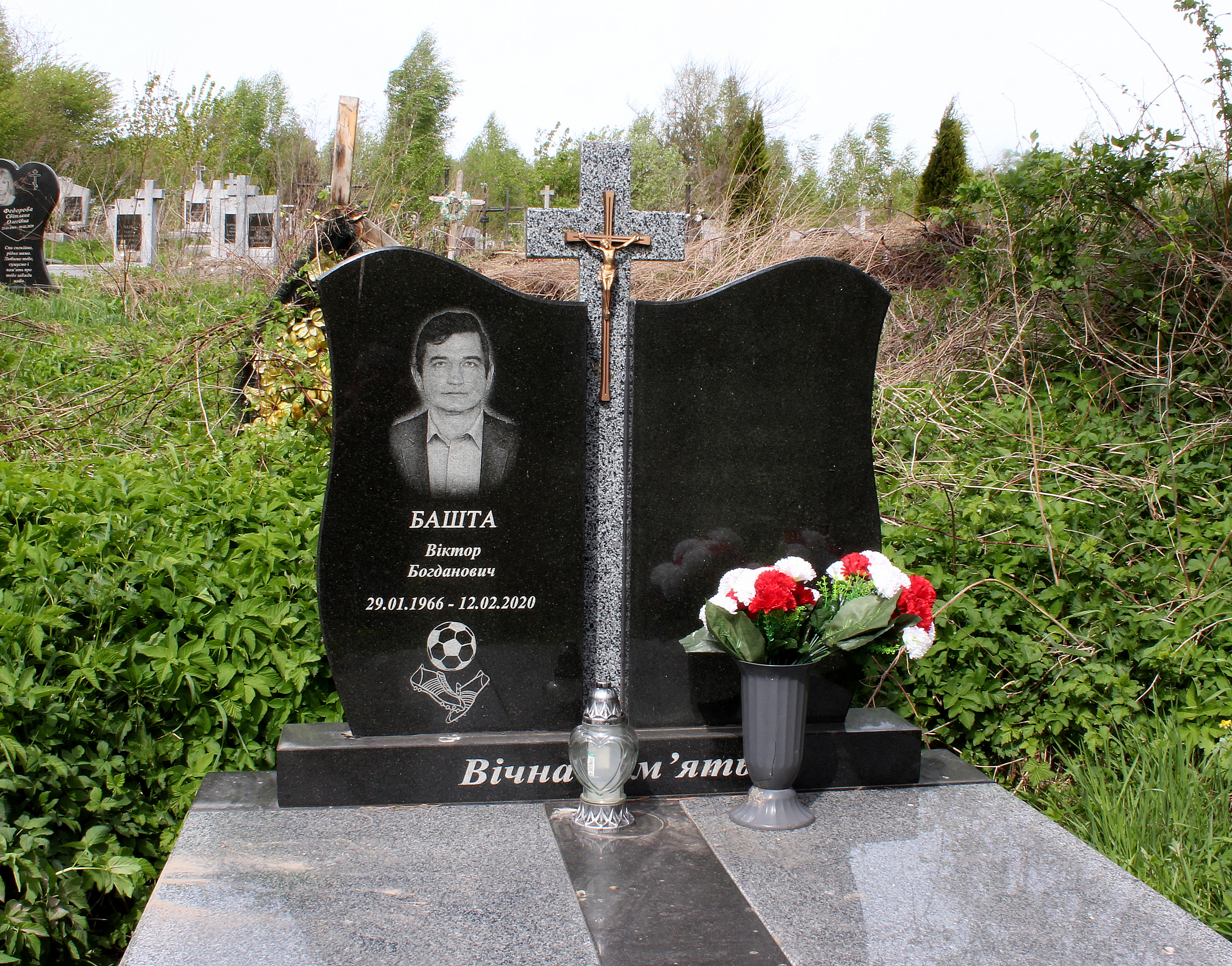

Віктор Богданович Башта (нар. 29 січня 1966, Львів-пом.12 лютого 2020,Львів) — радянський та український футболіст, та український футзаліст що грав на позиції захисника і півзахисника. Відомий за виступами у складі низки українських команд різних ліг. Бронзовий призер чемпіонату УРСР 1987 року, срібний призер української другої ліги сезону 1994—1995 років.

## Клубна кар'єра
Віктор Башта народився у Львові, та розпочав займатися у футбольній школі місцевих «Карпат». У 1993 році він став гравцем запорізького «Металурга», проте грав виключно в дублюючому складі команди. У 1984 році Башта став гравцем команди другої ліги «Буковина» з Чернівців, у складі якої зіграв 7 матчів. У 1985—1986 роках футболіст проходив армійську службу у складі аматорських команд ЛВВПУ та «Зірка» з Яворова.
У 1987 році Віктор Башта став гравцем команди другої ліги «Прикарпаття» з Івано-Франківська, у складі якої цього року став бронзовим призером чемпіонату УРСР, що розігрувався у рамках зонального турніру другої ліги. У 1988 році футболіст грав у складі аматорської команди «Автомобіліст» зі Львова, а в 1989 році став гравцем аматорської команди «Карпати» з Кам'янки-Бузької, з якою наступного року став переможцем зонального турніру аматорського чемпіонату УРСР, що дало команді путівку до другої ліги на наступний сезон. У другій радянській лізі в складі кам'янко-бузької команди Башта провів один сезон, а в 1992 році став гравцем команди першої української ліги «Скала» зі Стрия. Щоправда, зігравши у складі команди лише 4 матчі, у 1992—1993 роках футболіст повертається до складу вже аматорських кам'янко-бузьких «Карпат», а на початку 1993 року грав у складі аматорської команди «Медобори» з Гусятина.
У 1993 році Віктор Башта став гравцем клубу перехідної ліги ФК «Львів», з яким спочатку здобув путівку до другої ліги, а за підсумками сезону 1994—1995 років став у складі команди срібним призером другої ліги, що дало можливість команді наступного року стартувати в першій лізі. Проте Башта грав у складі львівських «городян» лише першу половину сезону 1995—1996 років, а з початку 1996 року став гравцем команди другої ліги «Гарай» із Жовкви. у складі жовківської команди футболіст грав до кінця 1996 року, після чого протягом 1997 року грав у складі кам'янко-бузьких «Карпат» у чемпіонаті області. У сезоні 1997—1998 років Віктор Башта грав у складі футбольної команди «Промінь» (Самбір) та паралельно у футзальній команді «Львівська пивоварня». Наступного сезону Башта грав у складі «Львівської пивоварні» та паралельно у складі аматорської команди «Динамо» (Львів). У сезоні 1999—2000 років Віктор Башта грав у складі футзальної команди «Локомотив» зі Львова, а в сезоні 2000—2001 років у складі львівської футзальної команди «Прем'єр-Груп». Після завершення виступів на футбольних і футзальних полях Віктор Башта працював адміністратором у футбольному клубі «Львів».
Помер 12 лютого 2020 , похований на 47-в полі Голосківського цвинтаря.